# Sierra Nevada del Cocuy
Sierra Nevada del Cocuy är en ås i Colombia. Den ligger i den centrala delen av landet, 280 km nordost om huvudstaden Bogotá. Arean är 3,1 kvadratkilometer.